# Lip Sync Chile
Lip Sync Chile: Duelo de famosos es un programa de televisión de comedia musical chileno estrenado el 6 de julio de 2015 y emitido por Televisión Nacional de Chile. Es la versión chilena del programa estadounidense Lip Sync Battle.

## Formato
En cada capítulo, tres famosos se presentarán en dos ocasiones. La primera con la vestimenta que la figura invitada llega al estudio, y una segunda con toda la producción que requiere la presentación para igualarse al artista original. Finalmente, es el público mediante una aplicación móvil quien decide cuál de los tres famosos es el ganador del capítulo.

## Episodios
| María Elena Swett "Te vas" - Américo "Wrecking Ball" - Miley Cyrus | Héctor Morales "Como yo le doy" - Pitbull feat. Don Miguelo "Bad Romance" - Lady Gaga | Martín Cárcamo "Vamo' a portarnos mal" - Calle 13 "I Gotta Feeling" - Black Eyed Peas |

| Alejandra Fosalba "Party Rock Anthem" - LMFAO "Candyman" - Christina Aguilera | Francisco Melo "Loca" - Chico Trujillo "Like a Prayer - Madonna | Rodrigo "Pelao" González "Baby" - Justin Bieber "You make me feel" - Sylvester |

| D-Niss "Puré de papas" - Cecilia "Hound dog" - Elvis Presley | Juan Falcón "Don Diablo" - Miguel Bosé "Mueve el Ombligo" - Christell | Pepe Auth "Satisfaction" - Rolling Stone |

| Fernando Godoy | Carolina Varleta | Katty Kowaleczko |

| Iván Torres | Polaco Goldberg | Maura Rivera |